# Barlangbibliográfiai Figyelő
A Barlangbibliográfiai Figyelő egy Szablyár Péter által kezdeményezett, szerkesztett és kivitelezett kiadványsorozat volt. A Magyar Karszt- és Barlangkutató Társulat könyvtárába (Bibliotheca Speleologica Hungarica) érkező könyvek és folyóiratok legérdekesebb, a társulat tagságát, a különböző szakterületek szakembereit érdekelhető cikkeit közölte és ezekről rövid, a tartalmuk lényegét ismertető összefoglalást adott.

## Adatok
Már az első, kísérleti szám összeállításakor eltértek a vélemények a kiadvány formai megjelenését illetően. A tapasztalatok összegzése után a korábbi elrendezést úgy változtatták meg (1982-től), hogy a címfordítások és az annotációk egymás mellé kerültek a könnyebb olvashatóság érdekében. Az A/4 formátumban megjelent füzetek (17 darab) a következők voltak:
1981; 1982. 1.; 1982. 2.; 1983. 1.; 1983. 2.; 1984. 1.; 1984. 2.; 1985. 1.; 1985. 2.; 1986. 1.; 1986. 2.; 1987. 1.; 1987. 2.; 1988. 1.; 1988. 2.; 1989. 1–2.; 1990. 1–2.